# مقسوم (إيقاع)
إيقاع المقسوم هو أحد أشهر الإيقاعات في الموسيقى العربية، ويُعتبر من الإيقاعات الأساسية التي تُستخدم في العديد من الأنماط الموسيقية الشرقية، بما في ذلك الموسيقى الشعبية، الغنائية، والرقص الشرقي. يتميز المقسوم بوزنه الرباعي (4/4)، ويتم عزفه عادةً على الطبلة (الدربكة) أو الدف. يُعرف المقسوم ببساطته ومرونته، مما يجعله مناسبًا للعديد من الأغراض الموسيقية والرقصية، كما أنه يُشكل أساسًا للعديد من الإيقاعات الأخرى في الموسيقى العربية.

## التعريف والخصائص
إيقاع المقسوم هو نمط إيقاعي يتكون من مزيج من ضربات "الدُم" (الصوت العميق الناتج عن ضرب مركز الطبلة) و"التَك" (الصوت الحاد الناتج عن ضرب حافة الطبلة). النمط الأساسي للمقسوم يمكن تمثيله كالتالي::
- دُم تَك تَك دُم تَك

.هذا النمط يخلق إحساسًا دائريًا ومنتظمًا، مما يجعله مثاليًا للرقص الشرقي والأغاني ذات الإيقاعات الحيوية. يُمكن أن يُعزف المقسوم بسرعات مختلفة، تتراوح عادة بين 80 إلى 120 نبضة في الدقيقة (BPM)، مما يسمح بتعدد استخداماته في الأنماط الموسيقية المختلفة.يُشار أحيانًا إلى المقسوم باسم "الديوك" (بمعنى ثنائي) في بعض المراجع، مما يعكس طبيعته الثنائية النبضات، على الرغم من أن بعض المصادر تُفضل تصنيفه كإيقاع رباعي (4/4) نظرًا لتكراره في مقياس زمني رباعي.

### التاريخ
```
يُعد المقسوم جزءًا من عائلة الإيقاعات العربية التي تطورت عبر قرون في منطقة الشرق الأوسط وشمال إفريقيا. يُعتقد أن اسم "مقسوم" يأتي من معنى "مقسم إلى النصف"، وهو ما يعكس تقسيم الإيقاع إلى وحدتين زمنيتين متساويتين في كل دورة. هذا الإيقاع شائع بشكل خاص في الموسيقى المصرية، حيث ارتبط ارتباطًا وثيقًا بالرقص الشرقي وأغاني البوب العربية التقليدية.على الرغم من أن المقسوم يُعتبر إيقاعًا حديثًا نسبيًا مقارنة بإيقاعات عربية أخرى مثل السماعي أو الوحدة، إلا أنه اكتسب شهرة واسعة في القرن العشرين بفضل انتشاره في الموسيقى الشعبية والأفلام المصرية. لقد أصبح المقسوم رمزًا للثقافة الموسيقية المصرية، حيث يُشار إليه في سياقات كوميدية وثقافية، كما في فيلم "مدرسة المشاغبين" الذي ارتبط فيه المقسوم بالأداء الموسيقي المرح لشخصيات المسرحية.
```